# Specialized

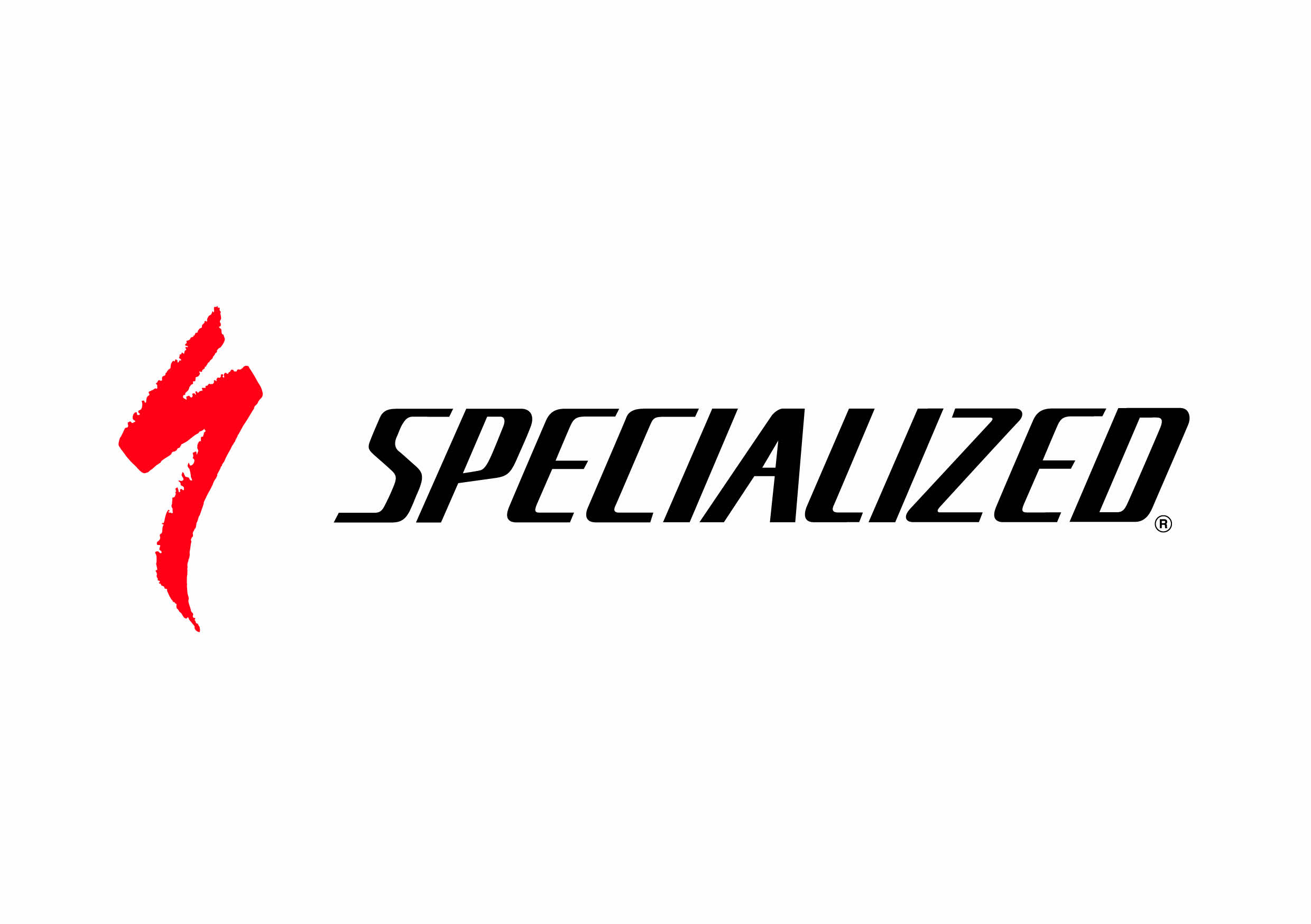
Logo

Specialized Bicycle Components es un fabricante de bicicletas y componentes de ciclismo, situado en los Estados Unidos de América. Hoy en día mantiene talla Internacional, con distribuidoras en casi todo el mundo.

## Historia

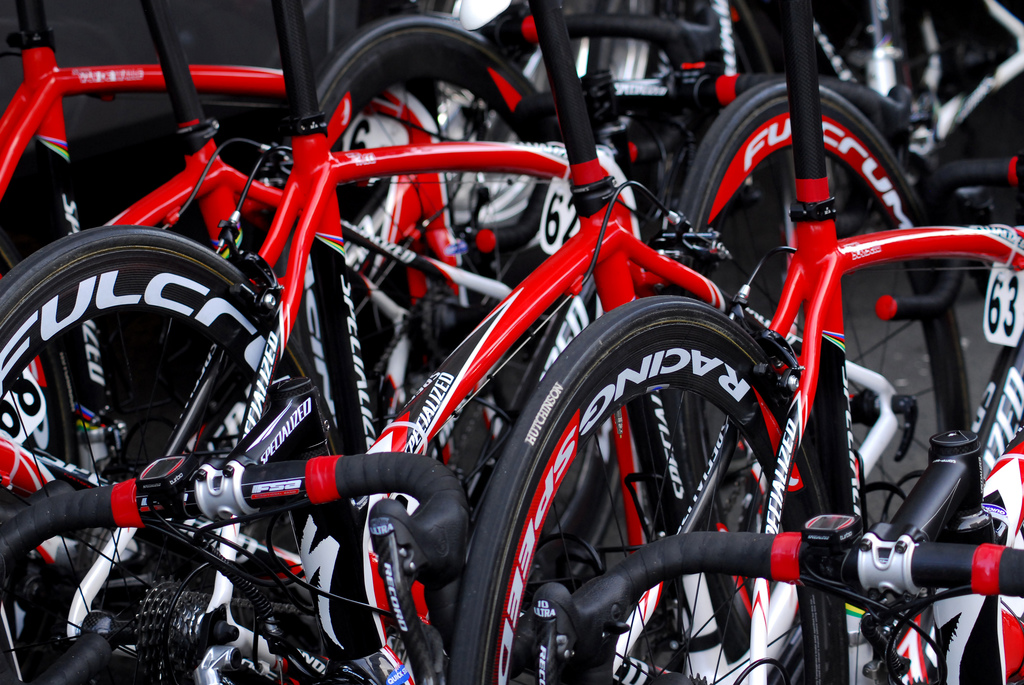
Bicicletas Specialized pertenecientes al equipo Quick Step, Tour de California, 2007

Specialized fue creada en el año 1974 por Mike Sinyard, y originalmente su producción se basaba en la bicicleta de carretera Allez, su modelo estrella, y en la bicicleta de cicloturismo Sequoia. Más tarde, en el año 1981, contrató al constructor de cuadros Tim Neenan y le encargó el diseño de un cuadro de bicicleta para uso en montaña que pudiese ser producido en serie. La bicicleta se fabricó por cuenta de Specialized en Japón y fue el primer modelo de bicicleta de montaña producido a gran escala. El modelo en cuestión era el Stumpjumper y costaba por aquella época 750 dólares. 
Sinyard gastó una fortuna en publicidad lo que hizo posible el llamado Boom del MTB o BTT. Estas campañas de marketing agresivo sobre todo enfrentándose a la poderosa Trek, han granjeado a la empresa acérrimos enemigos así como fervientes seguidores.
La producción de prácticamente toda la gama en China ha hecho que los precios bajen drásticamente, manteniendo un diseño de alto nivel. Otro aspecto importante en la bajada de precios ha sido la colaboración con X-Fusion, fabricante de amortiguadores y horquillas de gama baja, media y alta. En el futuro y debido a diversos problemas de fiabilidad es sus sistemas de amortiguación denominados inteligentes, se volverá a contar con el fabricante Norteamericano Fox y Rock Shox (Sram) para el desarrollo y fabricación de suspensiones tope de gama.
A comienzos de los 90, introduce en su catálogo la línea de bicicletas urbanas Globe, que más adelante, en el 2009, fue objeto de una importante reactivación, tanto que llega a convertirse en una marca propia.
En 2001, Mérida Bikes compra el 49% de Specialized por unos 30 millones de dólares. Mike Sinyard queda como accionista mayoritario y como CEO de la compañía. En estos momentos “la marca de la S rasgada” se convierte en una de las grandes marcas de bicicletas y accesorios utilizados por los más importantes ciclistas en la actualidad.

## Productos
En la actualidad, la marca maneja estilos varios de bicicletas, de experiencias y precios muy diferentes, desde los básicos modelos Hardrock, pasando por modelos como Epic, Enduro, Camber y la siempre presente Stumpjumper En la experiencia de montaña, hasta bicicletas como Allez, Tarmac, Roubaix y la modernísima Venge, en ruta.
Además de muchos modelos en las gamas Urbana, Cross, Triatlón, Infantil, etc.
Maneja la más alta tecnología en todos sus productos, contándose entre esta cuadros de fibra de carbono, cascos con estructuras de kevlar y muchos más aditamentos; todo esto fabricado y diseñado por un equipo formado tanto por Talentosos diseñadores, doctores profesionales, mecánicos expertos y ciclistas profesionales; lo cual da una serie de productos que son veloces, útiles, muy cómodos y con un diseño vanguardista é innovador.   
Además de la fabricación de bicicletas, también produce una extensa gama de accesorios para ellas. como son Cascos, Guantes, Ropa, Zapatos. Todo lo cual está diseñada con su exclusiva tecnología Body Geometry; además de infinidad de accesorios varios para la bicicleta.

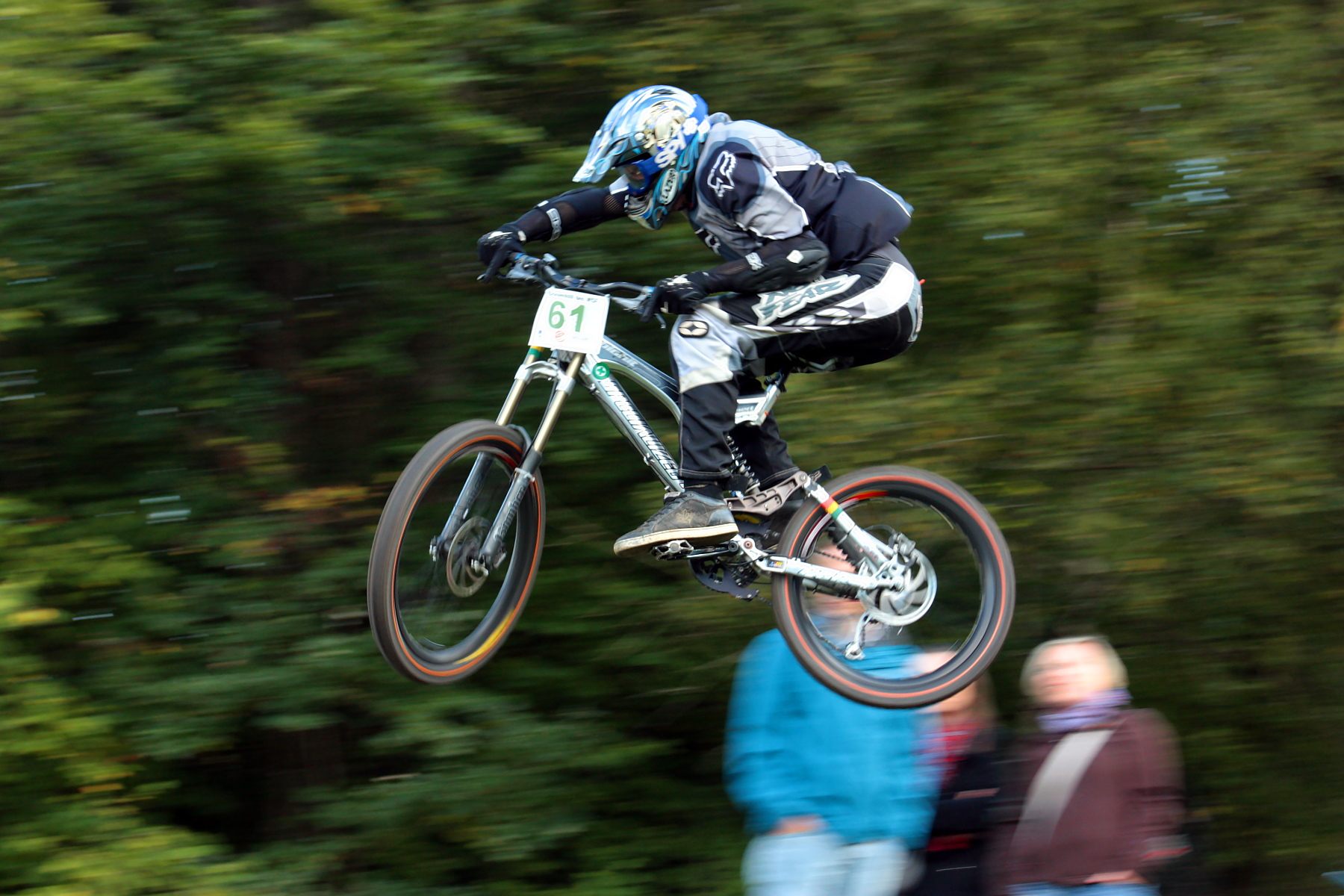

## S-Works
S-Works es una subdivisión de Specialized que se creó en el año 1992, como la serie de productos de alta gama de Specialized . El nombre fue tomado en alusión a la división Skunk Works de Lockheed Martin, famosa por el desarrollo de aviones de caza y ataque furtivos de Estados Unidos.
Por tanto, el emblema S-Works es únicamente puesto en los componentes que hayan sido creados para su segmento de gama alta. Por ejemplo, la diferencia entre una "Tarmac Pro" y la variante S-Works es que la última es fabricada en fibra de carbono y aluminio de alta resistencia
.

## Specialized en el circuito profesional
Actualmente, el Bora-Hansgrohe y el Quick-Step Floors utilizan el modelo S-Works (una bicicleta de carretera monocasco fabricada en fibra de carbono) en el circuito UCI Pro Tour.
En la línea de montaña, Specialized continúa con su equipo Specialized racing, en el cual se encuentra corriendo Loïc Bruni y Finn Iles. Durante los últimos años, este equipo ha logrado consagrarse dentro de los primeros lugares en todos los campeonatos, corriendo con la bicicleta Specialized Demo, la cual es el tope de línea en lo que a bicicletas de Descenso se refiere.